# Pony Express

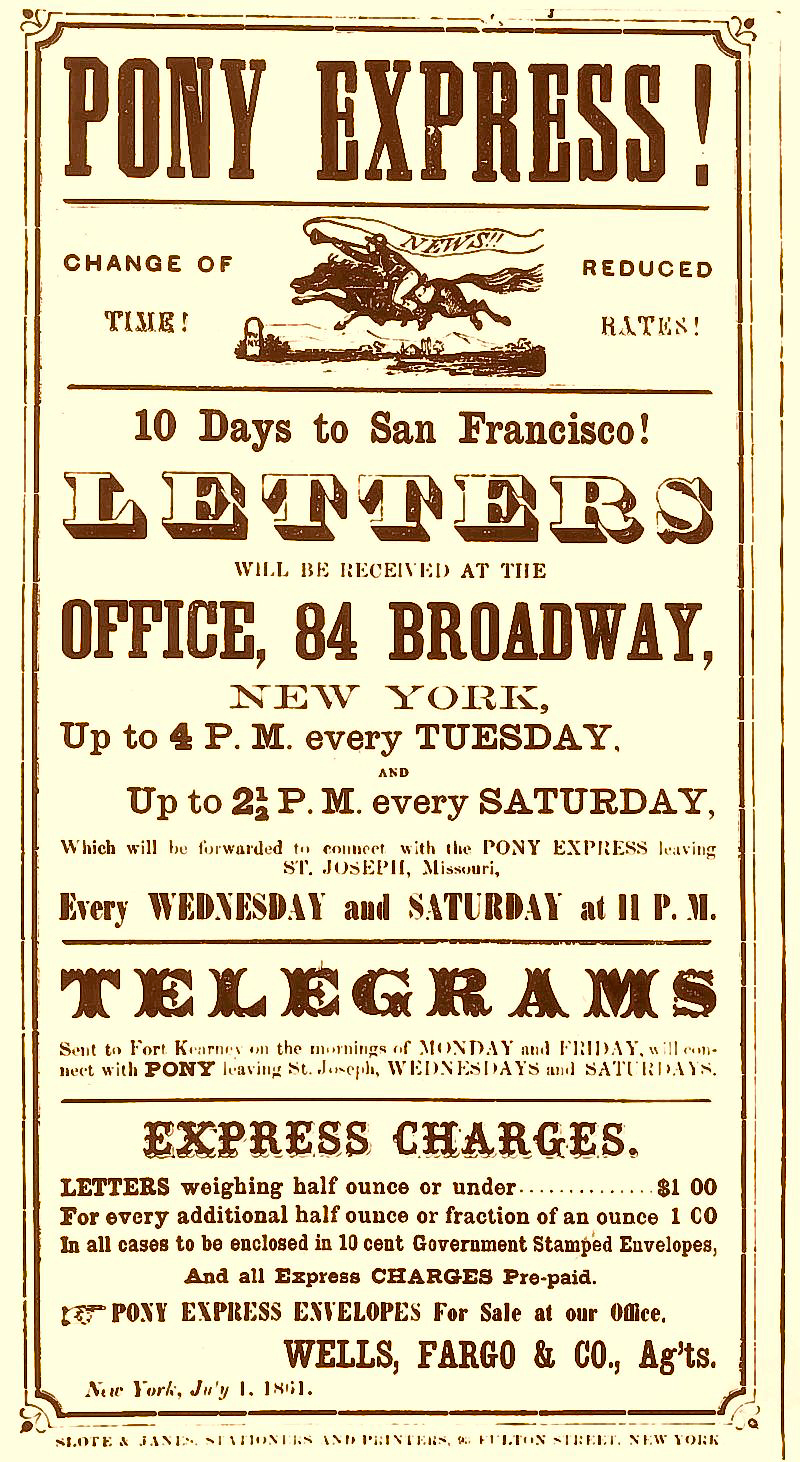
Anunci del Pony Express

El Pony Express fou un servei de correu ràpid que creuava els Estats Units des del riu Missouri fins a la costa del Pacífic. Va estar operatiu només des d'abril de 1860 fins a novembre de 1861. Els missatges es portaven a cavall a través de les muntanyes Rocoses. Es va aconseguir reduir el temps total que trigava el correu de costa a costa en deu dies.
Els seus promotors pretenien aconseguir un contracte exclusiu amb el Govern per desplaçar les diligències, no tant ràpides ni segures com un genet que cavalqués en solitari i a tota velocitat, mercès als relleus de cavalls. Van demostrar que eren possibles l'establiment i el funcionament continuat durant tot l'any d'un sistema unificat de correu transcontinental, cosa que abans semblava impossible. Des de la seva substitució pel primer telègraf i el primer ferrocarril transcontinentals, el Pony Express va quedar fixat com un element més de l'èpica del Far West. Pel fet de dependre exclusivament de les capacitats d'un home i un cavall, menyspreant les innovacions tecnològiques, el Pony Express ha contribuït a formar part del tòpic de l'individualisme estatunidenc.

## Inicis del projecte
Els principals impulsors del projecte van els socis de l'empresa de diligències Russell, Majors & Wadell. El dia 27 de gener de 1860 es va fer públic que el senador William M. Gwim pretenia donar suport a un contracte per a la gestió d'un servei postal que connectés Missouri i Califòrnia. Aquest sistema de comunicació havia de permetre un transport especialment ràpid, no superior als deu dies, i calia que s'inaugurés l'abril d'aquell mateix any. Calia cobrir, doncs, una distància de 3165 kilòmetres mitjançant un servei de sortida setmanal. El projecte inicial va planificar un relleu de cavalls de refresc cada 15-24 kilòmetres aproximadament, depenent de l'entorn que calia travessar, la qual cosa va representar la creació de 190 instal·lacions en les quals els genets podien canviar de montura.
El servei es va inaugurar el dia 3 d'abril de 1860, de manera simultània, amb dos genets als dos extrems del recorregut, un genet que va sortir de la seu de Saint Joseph i un segon genet que va sortir de San Francisco i havia d'arribar fins a Sacramento navegant en un bot. La sortida del genet des de Saint Joseph va comptar amb una major publicitat i expectació així com discursos de l'alcalde de la ciutat i els representants de l'empresa. El primer enviament va constar de 49 cartes, cinc telegrames i documents diversos que, d'altra banda, van estar a punt de no arribar al punt d'origen a causa d'un problema ferroviari que va comportar el retard dels missatgers que havien de dur la correspondència a la seu de Saint Joseph.

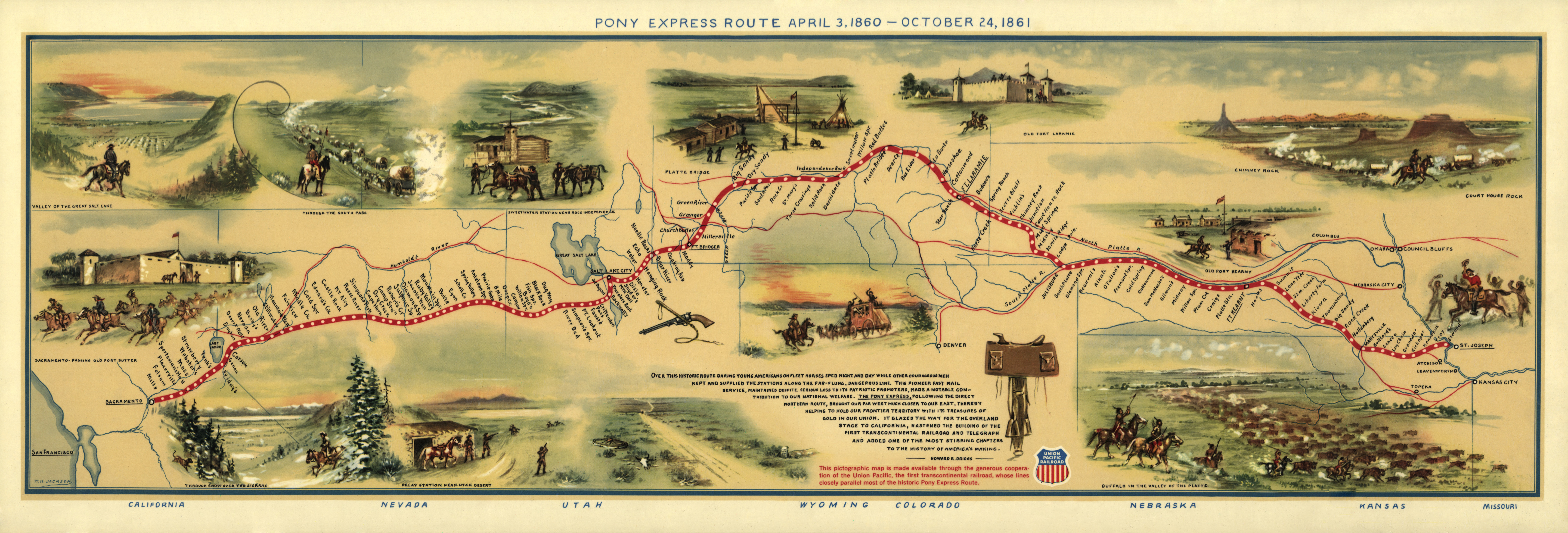
Mapa dibuixat per William Henry Jackson, possiblement a The Pony Express Goes Through (1935)

## Tancament del Pony Express
Finalment la franquícia del servei postal no es va donar als socis de l'empresa Russell, Majors & Wadell sinó a l'empresari Ben Holladay, que havia adquirit l'empresa de diligències Butterfield Stage. Això va suposar que el servei del Pony Express finalment es va limitar al trajecte entre Salt Lake City i Sacramento. Finalment l'empresa Wells Fargo es va fer càrrec del Pony Express, l'últim servei del qual es va dur a terme el dia 21 de novembre de 1861. L'aparició del telègraf, que permetia emetre un missatge de costa a costa en un dia, va ser el principal element que va suposar el final del Pony Epress. Ben Holladay va adquirir les instal·lacions del projecte de Russell, Majors & Wadell i les va emprar per als seus propis transports tot i que, un cop acabada la Guerra de Secessió, les instal·lacions del Pony Express van acabar en mans de la Wells Fargo.

## Cavalls
Els cavalls emprats en el Pony Express eren excel·lents. "Els millors que es podien comprar amb diners", segons un comentari de molts estudiosos del tema. El cost inicial fou de 100.000 dòlars per uns 400 cavalls.
Aquells cavalls eren de races diferents, en cada cas comprats i adequats a les dificultats de cada trajecte.

## Genets
D'acord amb els estudiosos del tema, els genets eren joves prims i no gaire alts, d'uns 20 anys. Els genets havien de ser prims atès que un cavall només podia carregar 75 kilograms de pes, incloent tant el genet com la saca de missatges. Segons un suposat anunci publicat en un diari de l'època el març de 1860, els candidats havien de ser menors de 18 anys, estar disposats a arriscar la vida cada dia i ser -amb preferència- orfes. El sou de cada genet seria de 25 dòlars setmanals. Uns 500 genets van treballar en el projecte durant els 18 mesos de funcionament.
- És interessant la descripció que feu Mark Twain dels genets del Pony Express (Roughing it).[14]
- Buffalo Bill fou un dels primers genets del Pony Express. I escrigué les seves experiències en la seva biografia.[15]

## Equipament

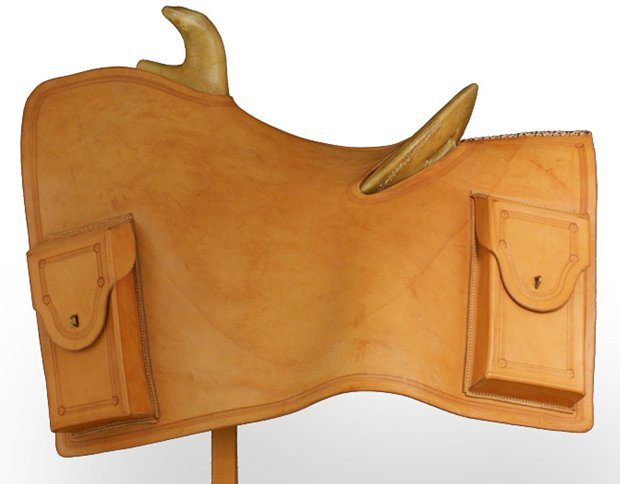
.

L'equipament bàsic del servei constava d'una sella especial, fabricada expressament i molt lleugera, i una peça anomenada mochila (en anglès de l'època). El conjunt format per la sella, la mochila i el correu només pesava 30 lliures.
La motxilla o bossa estava pensada per a permetre un canvi ràpid quan el genet canviava de cavall. El cavall fresc ja estava ensellat i l'únic que calia fer era passar la bossa d'una sella a l'altra. La motxilla consistia en una peça de pell adobada, aproximadament rectangular i amb quatre butxaques (anomenades "cantinas") tancades amb solapa i una mena de fiador. Dos talls permetien el pas del pom de la sella i de l'arçó posterior, tapant la motxilla la mateixa sella un cop es posava pel damunt. El genet s'asseia a la part de la motxilla que quedava sobre el seient, assegurant el conjunt sense cap necessitat de corretges o lligams complicats i poc fiables. Dues butxaques quedaven davant de les cames del genet i dues pel darrere. El disseny de la motxilla i el fet que un mosso esperava un genet amb un cavall preparat per al recanvi, permetia que el genet canviés de montura sense perdre temps atès que seguint aquest procediment trigaven a l'entorn de 30 segons en fer el canvi.
Tot i que es tracta d'un tema controvertit, s'admet que un seller de Sant Joseph anomenat Israel Landis fou el fabricant d'un bon nombre de les selles del Pony Express. Se suposa que la sella i la mochila foren ideades per Jay G. Kelley, un dels genets del servei.
- La nomenclatura hispana de l'equipament descrit és del tot semblant al dels Soldats de Cuera de Califòrnia.

Els genets també anaven armats donat els contratemps que podien trobar en el camí, des de bandolers a indis hostils. En un principi, l'armament dels genets del Pony Express consistia en un o dos revòlvers Colt i, de vegades, una carrabina Colt. Ara bé, amb el temps, per tal d'alleugerir el pes la companyía va optar per un únic revòlver per genet amb, com a molt, un cilindre de recàrrega al cinturó.

## Personal de la companyia
- Johnson William Richardson va ser el primer genet que, el dia de la inauguració del servei, va sortir de la seu de Saint Joseph amb un sac amb 49 cartes, cinc telegrames i alguns documents més.
- James Randall va ser el primer genet que, el dia de la inauguració del servei, va sortir de l'oficina de telègrafs de San Francisco, es va embarcar en el vapor Antelope fins a Sacramento per donar la saca al genet William "Sam" Hamilton que iniciaria el trajecte per terra.
- Jim Moore va protagonitzar una gesta èpica en recórrer sense descans 500 kilòmetres durant 14 hores i quaranta-cinc minuts en veure que el seu relleu havia estat assassinat pels indis. Es va voler fer càrrec tant del seu propi correu com el del seu company mort.
- Robert Haslan, conegut com a "Pony Bob" va batre tots els rècords de distància i velocitat de la companyia en recórrer 140 kilòmetres en vuit hores i deu minuts.
- William Russell
- Alexander Majors